# Agneya
Agneya é uma personagem da mitologia hindu.
Filho de Agni, um dos nomes de Karttikeya ou Marte; também um dos apelidos de Muni Agastya.   